# Erdei őselefánt
Az erdei őselefánt (Palaeoloxodon antiquus, korábban Elephas antiquus) az emlősök (Mammalia) osztályának ormányosok (Proboscidea) rendjébe, ezen belül az elefántfélék (Elephantidae) családjába tartozó fosszilis faj.
2016-ban, miután nukleinsavas DNS-vizsgálatokat végeztek az élő és kihalt elefántfélék között, a genetikusok rájöttek, hogy a Palaeoloxodonták valójában a Loxodontákal és nem pedig az Elephasokkal állnak közelebbi rokonságban.

## Előfordulása

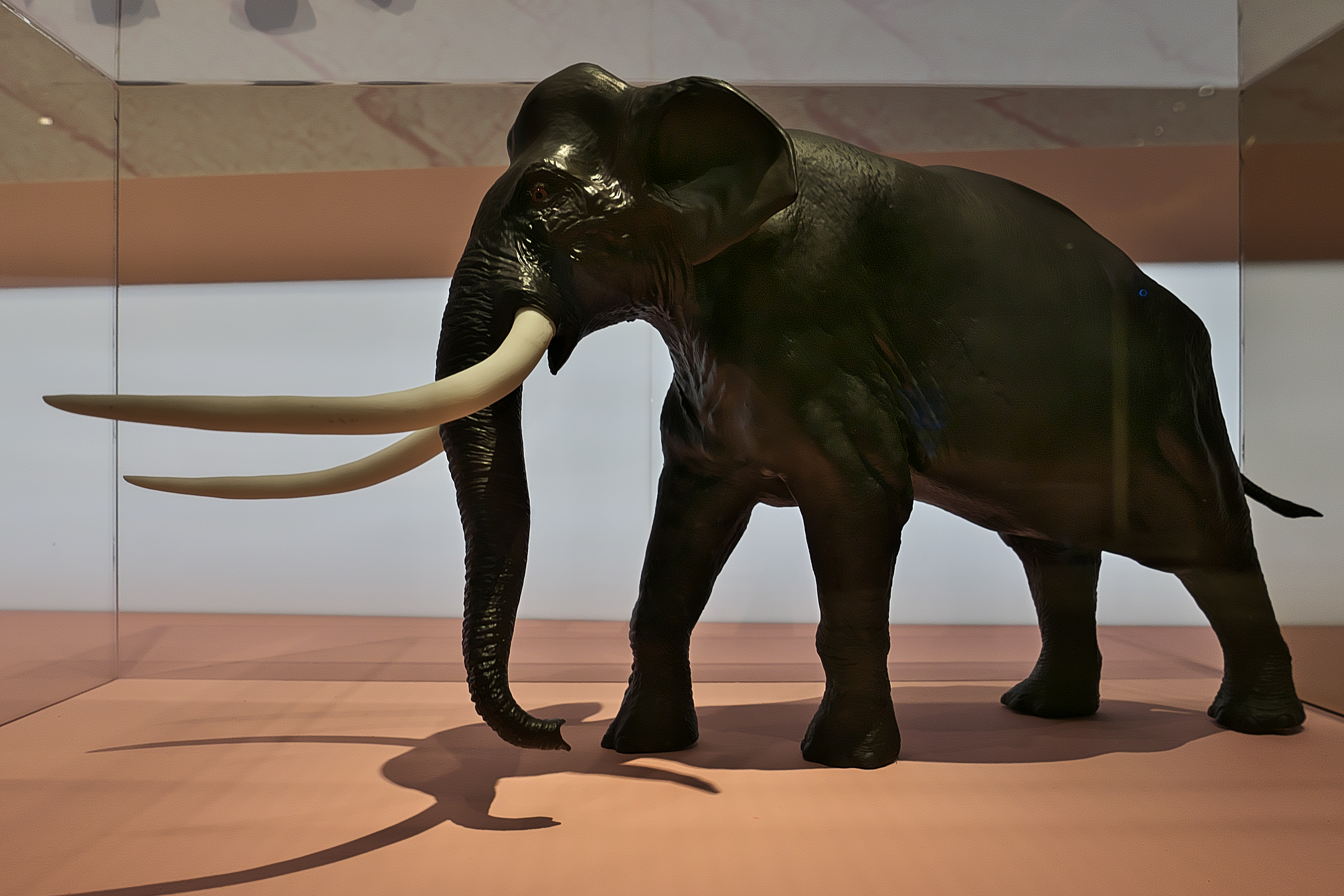
Az erdei őselefánt rekonstrukciója

Az erdei őselefánt családjának egyik európai és nyugat-ázsiai képviselője volt, a középső és késő pleisztocén korokban, körülbelül 781 000-50 000 vagy talán 30 000 évvel ezelőtt. Egyes őslénykutató szerint, a rokon ázsiai Palaeoloxodon namadicus, az erdei őselefánt, egyik alfaja vagy változata.
Meglehet, hogy a ciprusi törpe elefánt (Palaeoloxodon cypriotes) az erdei őselefántból fejlődött ki.

## Megjelenése
Az állat körülbelül 3,81–4,2 méter marmagasságú és 11,3–15 tonna tömegű lehetett. A faj hímjeinek átlag marmagassága 4 méter, súlya pedig 13 tonna lehetett. Hosszú agyarainak végei kissé felfelé görbültek. A mai elefántoktól eltérően, az erdei őselefántnak hosszabb lábai voltak.

## Életmódja
Az erdei őselefánt a feltételezések szerint az erdőket kedvelte. A jégkorszakok közötti melegebb időszakokban élt nagyobb számban. Meglehet, hogy a jégkorszakok alatt délebbre költözött. A heidelbergi ember (Homo heidelbergensis) vadászhatott erre az állatra.

### Fordítás
- Ez a szócikk részben vagy egészben  a   Straight-tusked elephant című angol Wikipédia-szócikk ezen változatának fordításán alapul.  Az eredeti cikk szerkesztőit annak laptörténete sorolja fel. Ez a jelzés csupán a megfogalmazás eredetét és a szerzői jogokat jelzi, nem szolgál a cikkben szereplő információk forrásmegjelöléseként.